# ISO 3166-2:MS
ISO 3166-2:MS es la entrada para Montserrat en ISO 3166-2, parte de los códigos de normalización ISO 3166 publicados por la Organización Internacional de Normalización (ISO), que define los códigos para los nombres de las principales subdivisiones (p.ej., provincias o estados) de todos los países codificados en ISO 3166-1.
Actualmente, no hay códigos definidos para la ISO 3166-2 en la entrada para Montserrat.
Montserrat tiene oficialmente asignado el código MS para la ISO 3166-1 alfa-2.